# Mid-Continental Plaza
Mid-Continental Plaza, ook bekend als The Park Monroe, is een wolkenkrabber in Chicago, Verenigde Staten. Het gebouw staat op 55 East Monroe Street en heette vroeger het "55 East Monroe Building". De bouw begon in 1969 en werd in 1972 voltooid.

## Ontwerp
Mid-Continental Plaza is 177,62 meter hoog en telt 49 verdiepingen. Het is door Shaw and Associates en Goettsch Partners, Inc. in de Internationale Stijl ontworpen en heeft een totale oppervlakte van 157.529 vierkante meter.
In de zomer van 2007 begon men met het ombouwen van de bovenste 15 verdiepingen tot woningen, "The Park Monroe" genaamd. Men voegde balkons toe en het woongedeelte kreeg een andere gevel dan die van het onderste kantoorgedeelte. Het gebouw bevat nu kantoorruimte, woningen, winkels, een parkeergarage, een fitnesscentrum, een daktuin, een zonnedek en een zwembad.